# Рю-де-Буле (станция метро)
Рю-де-Буле (фр. Rue des Boulets) — станция линии 9 Парижского метрополитена, расположенная в XI округе Парижа. Названа по одноимённой улице (фр. Rue des Boulets), отходящей от бульвара Вольтер возле станции.

## История
- Станция открыта 10 декабря 1933 года в составе пускового участка Ришельё — Друо — Порт де Монтрёй линии 9. До 1998 года название «Рю-де-Буле» дополнялось второй частью «Рю-де-Монтрёй»), после чего было принято решение упростить название до нынешнего.
- Пассажиропоток по станции по входу в 2013 году, по данным RATP, составил 2 740 221 человек (197 место по уровню входного пассажиропотока в Парижском метро)[2]

## Путевое развитие
К юго-востоку от станции располагается пошёрстный съезд. На середине перегона Рю-де-Буле — Насьон располагается примыкание служебной соединительной ветви, ведущей на разворотную петлю линии 2.

## Галерея

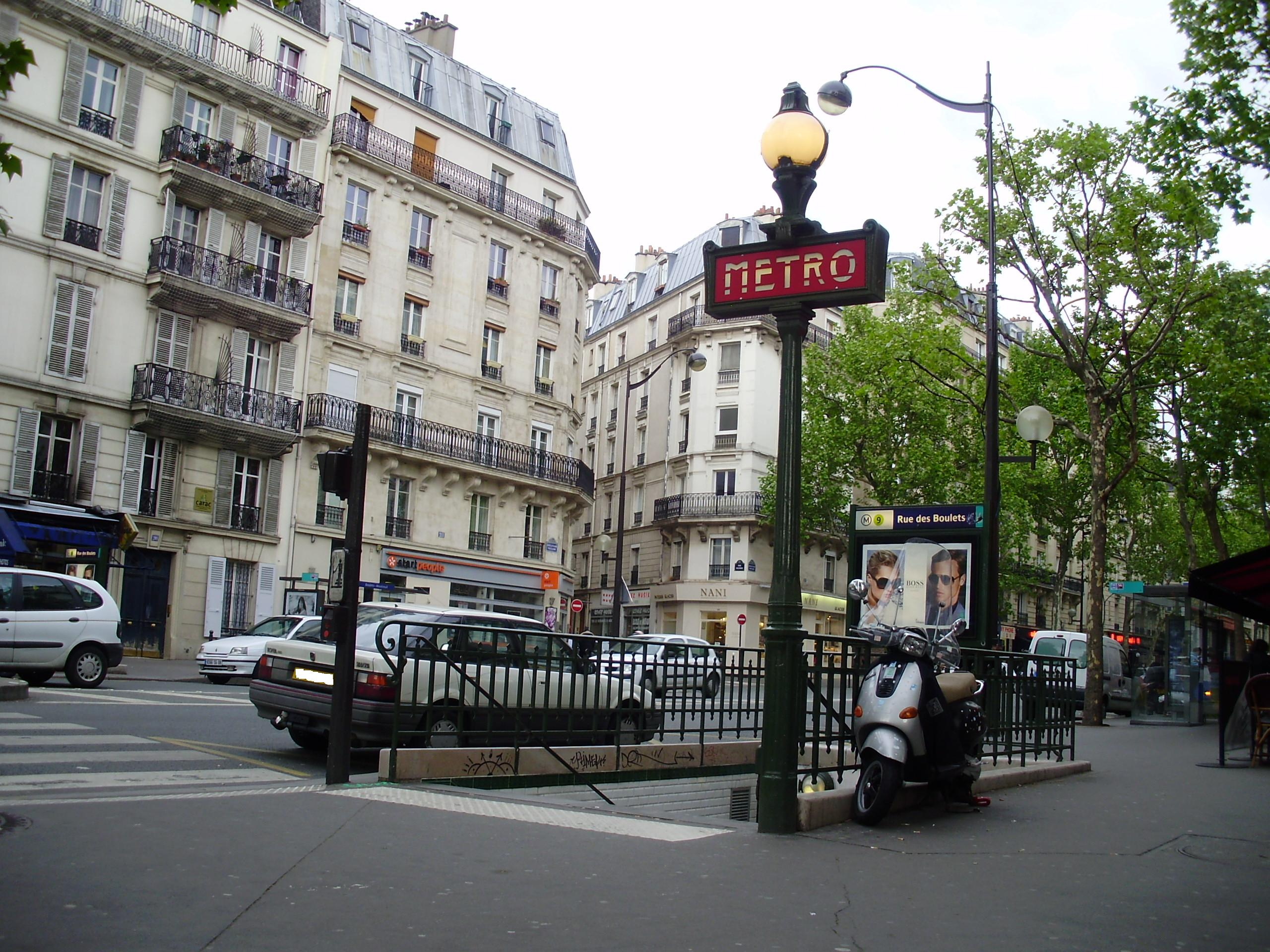
Лестничный сход
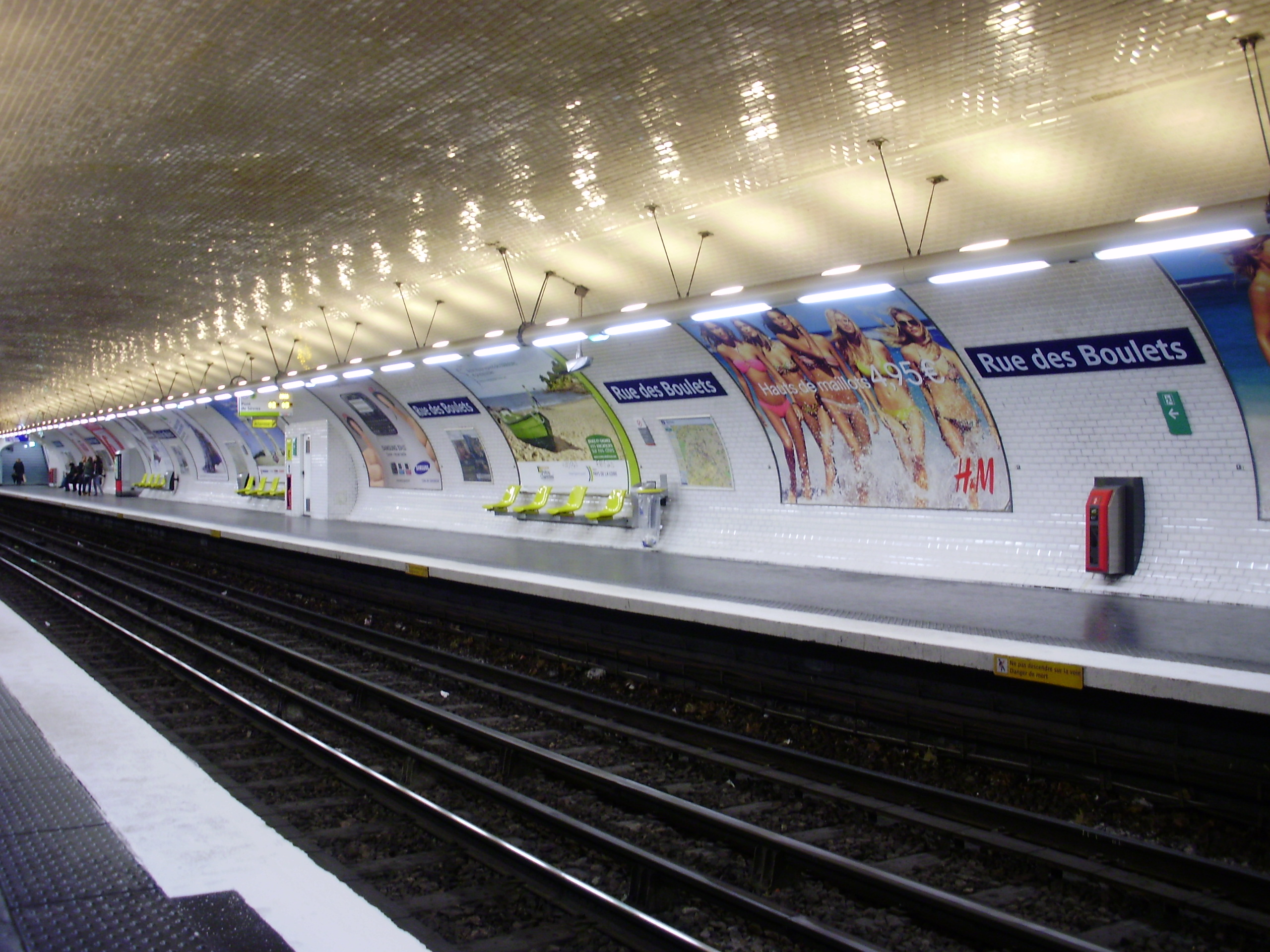
Платформы
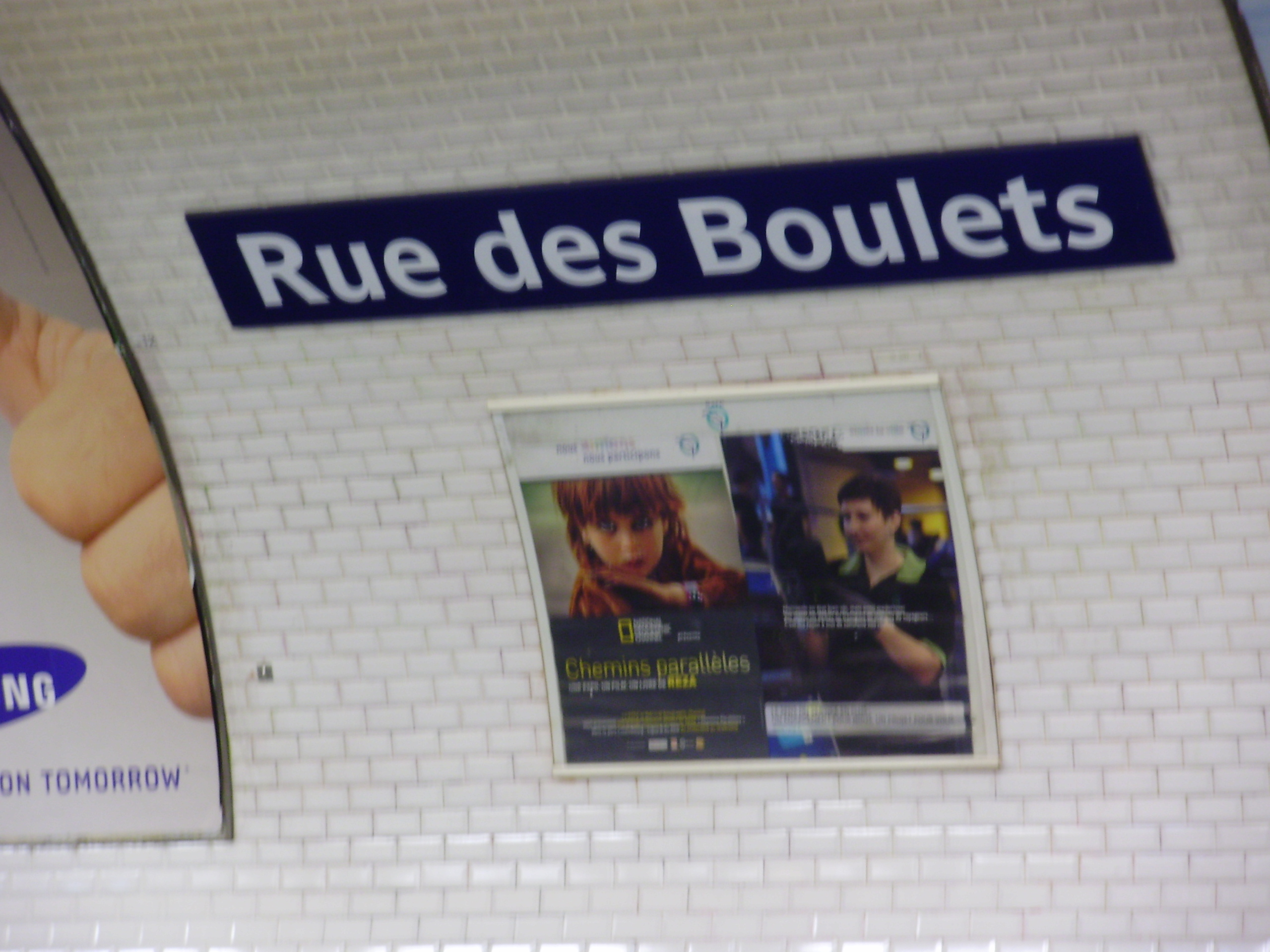
Вывеска с названием станции